# 이스트코트역
이스트코트역(Eastcote)은 영국 그레이터런던 서쪽의 이스트코트에 위치한 런던 지하철역으로, 메트로폴리탄 선의 옥스브리지 지선과 피카딜리 선의 환승역이다. 레이너스 레인(Rayners Lane) 역과 뤼슬립 매너(Ruislip Manor) 역 사이에 있다. 역은 필드 엔드 로드(Field End Road)에 있으며, 트래블카드 5구역에 있다.

## 개요

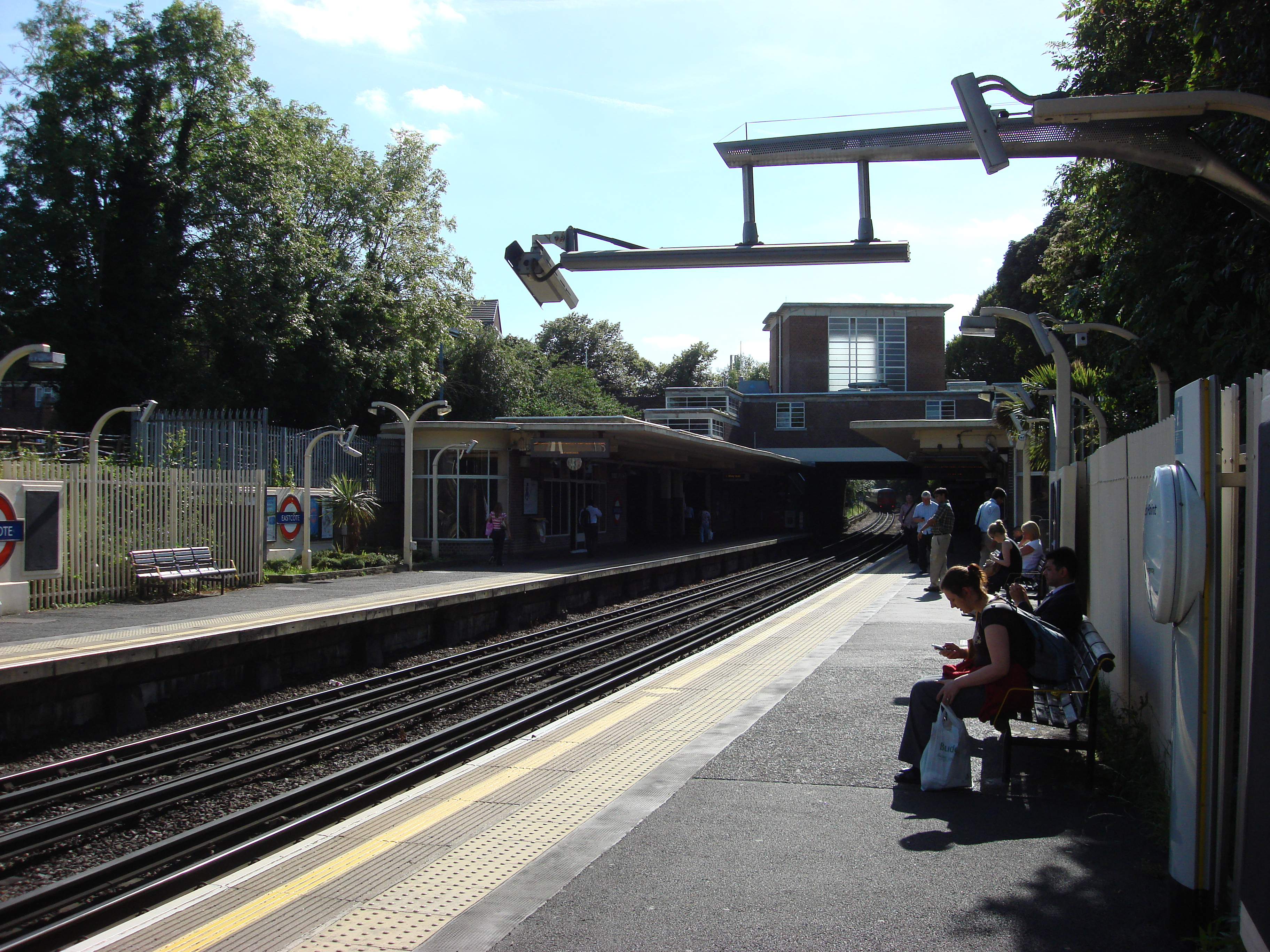
동쪽 방면 승강장

메트로폴리탄 철도(해로 & 옥스브리지 철도)는 해로온더힐과 옥스브리지 사이의 선로를 건설했으며 1904년 7월 4일에 운행을 시작했다. 처음에는 뤼슬립 역이 유일한 중간 정거장이었다. 처음에는 증기 열차로 운행했지만 다음 달에는 선로 전철화가 완료되었고, 전기 열차는 1905년 1월 1일에 운행하기 시작했다.
향후 20년 동안 미들섹스 북부 지역의 점진적 개발은 새로운 주거 지역의 성장을 장려하기 위해 옥스브리지 지선을 따라 점차적으로 추가 지선을 개방하게 되었다. 이스트코트 역은 1906년 5월 26일 이스트코트 Halt(Eastcote Halt)란 이름으로 개업했다.
1910년 3월 1일 사우스 해로 발 디스트릭트 선이 레이너스 레인의 메트로폴리탄 철도와 연결 및 연장 됨으로써 디스트릭트 선 열차가 레이너스 레인 역과 옥스브리지 사이의 역을 운행할 수 있게 되었다. 1933년 10월 23일에 디스트릭트 선 운행이 피카딜리 선 열차로 대체되었다. 재건된 역사는 1937년과 1939년 사이에 찰스 홀든(Charles Holden)이 디자인했다. 이 건물은 이 기간에 건축 된 새로운 역의 전형적인 평평한 철근 콘크리트 지붕과 기하학적 모양으로 덮힌 큰 큐브 모양의 벽돌과 유리 대합실을 특징으로 한다. 역 건물과 승강장은 2급으로 표시된다.
역은 이스트코트 교외에 둘러싸여 있다. 올드이스트코트(Old Eastcote)로 알려진 원래의 중심지가 약간의 거리에 있다. 인근의 캐빈디쉬 파빌리온은 20세기 초반에 인기있는 여행지였다.

## 운행 정보

### 메트로폴리탄 선
메트로폴리탄 선은 급행 운행을 하는 유일한 노선이지만 옥스브리지 지선의 메트로폴리탄 선 열차는 월요일부터 금요일까지 오전 출근 시간대(06:30~09:30)에만 동쪽으로 운행한다.
비혼잡 시간대의 시간당 열차 대수는 아래와 같다.
- 8대 : 동행 (알드게이트 방면, 베이커 스트리트 경유) (전역정차)
- 8대 : 서행 (옥스브리지 방면)

아침 출근 시간대의 시간당 열차 대수는 아래와 같다.
- 2대 : 동행 (알드게이트 방면, 베이커 스트리트 경유) (급행)
- 4대 : 동행 (알드게이트 방면, 베이커 스트리트 경유) (전역정차)
- 4대 : 동행 (베이커 스트리트 방면) (전역정차)
- 10대 : 서행 (옥스브리지 방면)

저녁 퇴근 시간대의 시간당 열차 대수는 아래와 같다.
- 7대 : 동행 (알드게이트 방면, 베이커 스트리트 경유) (급행)
- 3대 : 동행 (베이커 스트리트 방면) (전역정차)
- 10대 : 서행 (옥스브리지 방면)

### 피카딜리 선
레이너스 레인~옥스브리지 구간에는 06:30(월~금), 08:45(토,일) 이전에 피카딜리 선 운행이 없다. 단, 옥스브리지 발 열차는 이른 아침 시간인 05:18(월~토), 06:46(일요일)에 운행을 시작한다.
비혼잡 시간대의 시간당 열차 대수는 아래와 같다.
- 3대 : 동행 (콕포스터스 방면)
- 3대 : 서행 (옥스브리지 방면)

출퇴근 시간대의 시간당 열차 대수는 아래와 같다.
- 6대 : 동행 (콕포스터스 방면)
- 6대 : 서행 (옥스브리지 방면)

## 연결 교통
런던 버스 282번과 398번이 이 역을 지난다.

## 인접한 역
| 메트로폴리탄 선             | 메트로폴리탄 선                   | 메트로폴리탄 선                                 |
| --------------------------- | --------------------------------- | ----------------------------------------------- |
| 뤼슬립 매너 옥스브리지 방면 | 메트로폴리탄 선 (옥스브리지 지선) | 레이너스 레인 베이커 스트리트 / 알드게이트 방면 |
| 피카딜리 선                 |                                   |                                                 |
| 뤼슬립 매너 옥스브리지 방면 | 피카딜리 선 (옥스브리지 지선)     | 레이너스 레인 콕포스터스 방면                   |